# Kartena
För andra betydelser, se Kartena (olika betydelser).
Kartena är en ort i Klaipėda län i västra Litauen. Enligt folkräkningen från 2011 har staden ett invånarantal på 931 personer.